# Congreso de los Diputados

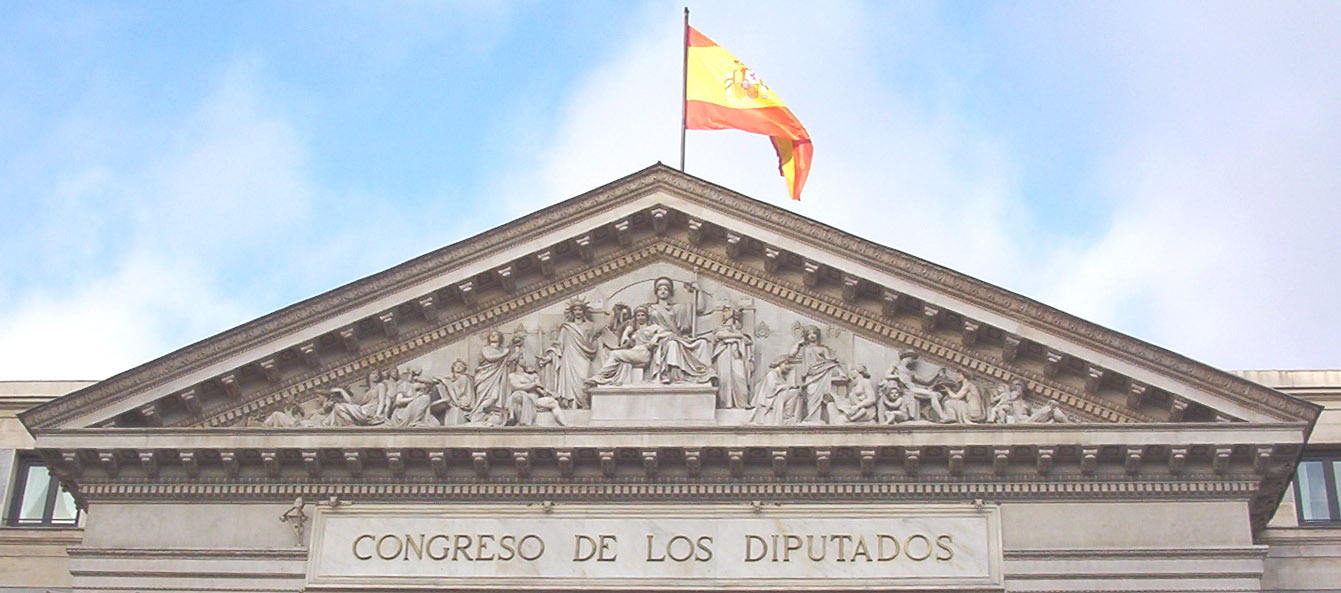
Giebelfeld am Parlamentsgebäude, 1864 von Ponciano Ponzano gestaltet

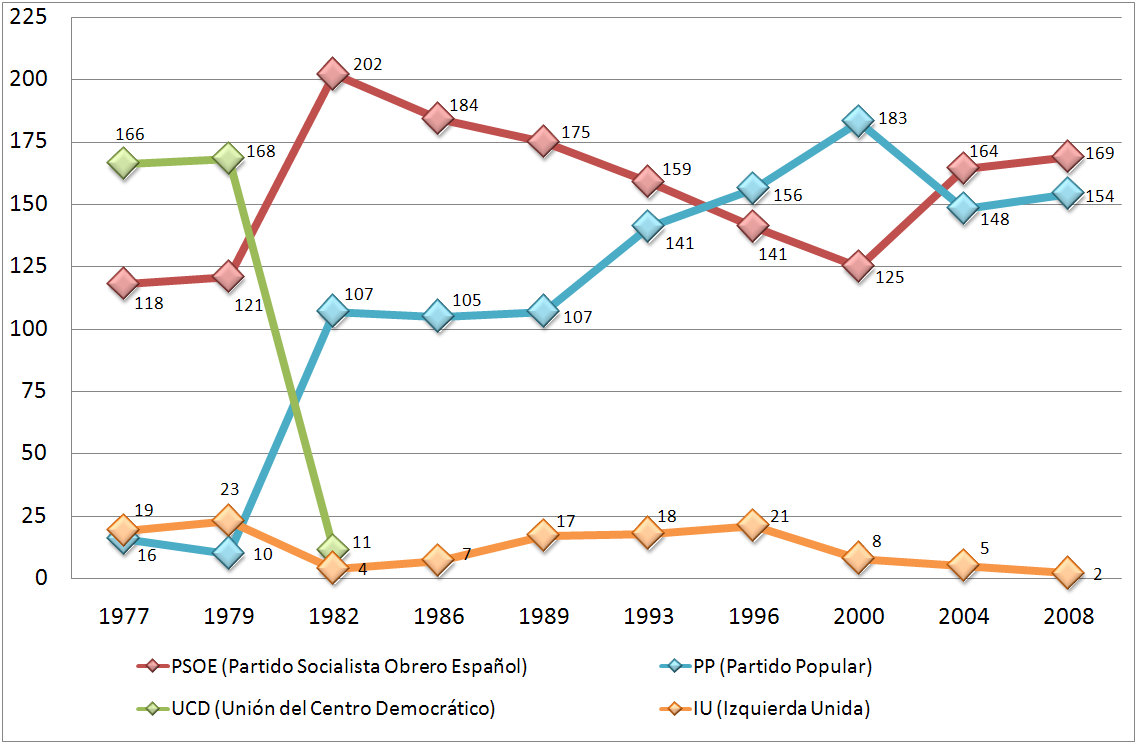
Historischer Überblick des Wahlergebnisses der Parteien PSOE, PP, IU und UCD in der spanischen Demokratie von (1977-2008)

Der Congreso de los Diputados (spanisch für Abgeordnetenkongress, baskisch Diputatuen Kongresua, galicisch Congreso dos Deputados, katalanisch Congrés dels Diputats) ist das Unterhaus des spanischen Parlamentes, der Cortes Generales.

## Wahl
Nach Artikel 68 der spanischen Verfassung besteht das Abgeordnetenhaus aus 300 bis 400 (momentan 350) Abgeordneten, die in allgemeiner, freier, gleicher, unmittelbarer und geheimer Wahl gewählt werden. Die Verfassung enthält folgende weitere Regelungen: Wahlkreise (circunscripciones) sind die 50 Provinzen und die zwei Exklaven Ceuta und Melilla in Nordafrika. Insgesamt bestehen also 52 Wahlkreise (Art. 68.2). Die Wahl erfolgt in den einzelnen Wahlkreisen nach Verhältniswahlrecht (Art. 68.3).
Das Nähere regelt das Wahlgesetz (Ley Organica del Régimen Electoral General, LOREG). Die Vorschriften zum Wahlsystem (also wie die abgegebenen Stimmen in Sitze umgesetzt werden) finden sich dort in Titel II, Kapitel III.
Es werden 350 Abgeordnete gewählt (Art. 162.1 LOREG). Die Verteilung auf die einzelnen Wahlkreise regelt sich wie folgt: Ceuta und Melilla stellen jeweils einen Abgeordneten, außerdem erhält jede Provinz vorab zwei Sitze (Art. 162.2 LOREG). Damit sind also 102 Sitze bereits verteilt. Die restlichen 248 werden auf die Provinzen im Verhältnis der Bevölkerungszahl verteilt und zwar nach dem Hare/Niemeyer-Verfahren (Art. 162.3 LOREG).
Wegen der stark unterschiedlichen Bevölkerungszahl der spanischen Provinzen, führt dies auch zu starken Unterschieden bei der Zahl der in den Wahlkreisen zu wählenden Abgeordneten. So gab es bei der Wahl am 20. Dezember 2015 zwei Wahlkreise (Ceuta und Melilla) mit einem Abgeordneten, einen Wahlkreis mit zwei Abgeordneten, acht Wahlkreise mit drei Abgeordneten, neun Wahlkreise mit vier Abgeordneten, acht Wahlkreise mit fünf Abgeordneten, sieben Wahlkreise mit sechs Abgeordneten, vier Wahlkreise mit sieben Abgeordneten, fünf Wahlkreise mit acht Abgeordneten, einen Wahlkreis mit neun Abgeordneten, einen Wahlkreis mit zehn Abgeordneten, einen Wahlkreis mit elf Abgeordneten, zwei Wahlkreise mit zwölf Abgeordneten, einen Wahlkreis mit 15 Abgeordneten und die beiden größten Wahlkreise Barcelona und Madrid mit 31 bzw. 36 Abgeordneten.
Die Verteilung der Sitze erfolgt ausschließlich auf der Ebene der Wahlkreise, es gibt keine Reststimmenverwertung auf nationaler Ebene. Auf Wahlkreisebene sieht das Wahlgesetz zwar eine Sperrklausel von 3 % vor. Allerdings liegt die faktische Prozenthürde in fast allen Wahlkreisen wegen der geringen Zahl der zu vergebenden Mandate wesentlich höher.
Dies führt dazu, dass kleinere landesweit antretende Parteien nur in den größten Wahlkreisen überhaupt die Chance haben, ein Mandat zu erringen. Die für sie in kleineren Wahlkreisen, in denen sie kein Mandat erringen können, abgegebenen Stimmen gehen verloren. Umgekehrt führt das System dazu, dass die in Spanien insbesondere in Katalonien, im Baskenland starken Regionalparteien im Abgeordnetenhaus vertreten sind, selbst wenn ihr Stimmenanteil auf nationaler Ebene gesehen gering ist. So entfiel z. B. bei der Wahl 2015 auf die kanarische Regionalpartei Coalición Canaria bei knapp 82.000 Stimmen (0,32 % auf nationaler Ebene) ein Mandat, auf die IU mit über zehnmal so vielen Stimmen kam jedoch nur auf zwei Mandate.
Die Sitzzuteilung erfolgt nach dem D’Hondt-Verfahren.
Die letzten Wahlen fanden am 23. Juli 2023 statt.

## Legislaturperiode
Die Legislaturperiode beträgt vier Jahre (gerechnet vom Tag der Wahl an).
Das Abgeordnetenhaus wird per Gesetz in folgenden Fällen vorzeitig aufgelöst: nach einer Neuwahl des Abgeordnetenhauses oder einer anderen Erledigung des Amts des Ministerpräsidenten (verlorene Vertrauensfrage, Rücktritt, Tod) kommt die Wahl eines Ministerpräsidenten nicht zustande oder bei Annahme eines Vorschlags zur „Totalrevision“ der Verfassung.
Nach Anhörung der Regierung kann der Ministerpräsident außerdem dem König jederzeit, und ohne dass besondere Voraussetzungen vorliegen müssen, die Auflösung des Abgeordnetenhauses vorschlagen (Art. 115 der Verfassung). Der König muss dem Gesuch nachkommen und die Auflösung verfügen, ein Entscheidungsspielraum steht ihm nicht zu. Die Auflösung nach dieser Vorschrift kann nicht erfolgen, wenn ein Misstrauensantrag läuft. Innerhalb eines Jahres kann keine erneute Auflösung nach Art. 115 erfolgen.
Ein Selbstauflösungsrecht besteht nicht.
Anders als etwa im Falle des Deutschen Bundestages, dessen Mandat erst mit dem Zusammentritt eines neuen Bundestages endet (Art. 39 GG), endet das Mandat des Abgeordnetenhauses unmittelbar mit dem Ende der Legislaturperiode von vier Jahren bzw. mit der Auflösung. In der Zwischenzeit bis zur Konstituierung der neugewählten Kammer fungiert eine aus der Mitte des Abgeordnetenhauses gebildete Diputación Permanente als „Notparlament“ (Art. 78 der Verfassung).
Die bisherigen Legislaturperioden seit Inkrafttreten der Verfassung von 1978:
|                  | Wahl              | Konstituierung    | Ende der Legislatur            | Dauer der Legislatur (Wahl bis Ende) |
| ---------------- | ----------------- | ----------------- | ------------------------------ | ------------------------------------ |
| I. Legislatur    | 1. März 1979      | 23. März 1979     | 31. August 1982 (Auflösung)    | 3 Jahre 6 Monate                     |
| II. Legislatur   | 28. Oktober 1982  | 18. November 1982 | 23. April 1986 (Auflösung)     | 3 Jahre 6 Monate                     |
| III. Legislatur  | 22. Juni 1986     | 15. Juli 1986     | 2. September 1989 (Auflösung)  | 3 Jahre 2 Monate                     |
| IV. Legislatur   | 29. Oktober 1989  | 21. November 1989 | 13. April 1993 (Auflösung)     | 3 Jahre 6 Monate                     |
| V. Legislatur    | 6. Juni 1993      | 29. Juni 1993     | 9. Januar 1996 (Auflösung)     | 2 Jahre 7 Monate                     |
| VI. Legislatur   | 3. März 1996      | 27. März 1996     | 18. Januar 2000 (Auflösung)    | 3 Jahre 11 Monate                    |
| VII. Legislatur  | 12. März 2000     | 5. April 2000     | 20. Januar 2004 (Auflösung)    | 3 Jahre 10 Monate                    |
| VIII. Legislatur | 14. März 2004     | 2. April 2004     | 15. Januar 2008 (Auflösung)    | 3 Jahre 10 Monate                    |
| IX. Legislatur   | 9. März 2008      | 1. April 2008     | 27. September 2011 (Auflösung) | 3 Jahre 7 Monate                     |
| X. Legislatur    | 20. November 2011 | 13. Dezember 2011 | 27. Oktober 2015 (Auflösung)   | 3 Jahre 11 Monate                    |
| XI. Legislatur   | 20. Dezember 2015 | 13. Januar 2016   | 3. Mai 2016 (Auflösung)        | 4 Monate                             |
| XII. Legislatur  | 26. Juni 2016     | 19. Juli 2016     | 5. März 2019 (Auflösung)       | 2 Jahre 8 Monate                     |
| XIII. Legislatur | 28. April 2019    | 21. Mai 2019      | 24. September 2019 (Auflösung) | 5 Monate                             |
| XIV. Legislatur  | 10. November 2019 | 3. Dezember 2019  | 29. Mai 2023 (Auflösung)       | 3 Jahre 6 Monate                     |
| XV. Legislatur   | 23. Juli 2023     | 17. August 2023   |                                |                                      |

Die XI. und die XIII. Legislatur endete durch Auflösung nach Art. 99 der Verfassung (gescheiterte Regierungsbildung).
Rein formell wurden alle anderen Legislaturperioden durch eine vorzeitige Auflösung nach Art. 115 der Verfassung beendet. In einigen Fällen (insbesondere VI., VII. und VIII. Legislatur) wurde die volle Legislaturperiode allerdings fast ausgeschöpft und der Weg über Art. 115 wurde nur gewählt, um zu einem möglichst geeigneten Wahltag zu kommen (weil nach spanischem Wahlrecht im Falle des Auslaufens der Legislatur anders als z. B. nach Art. 39 GG kein Spielraum für die Festlegung des Wahltermins besteht, sondern die Wahl am 30. Tag nach dem Auslaufen der Wahlperiode stattzufinden hat). Einen Extremfall stellt die X. Legislatur dar: Auch wenn die Legislatur nicht am 27. Oktober durch „vorzeitige“ Auflösung beendet worden, sondern regulär ausgelaufen wäre, hätte die Neuwahl am 20. Dezember 2015 stattgefunden.

## Sitzungsperioden
Das Abgeordnetenhaus tritt jährlich zu zwei Sitzungsperioden zusammen. Die erste umfasst die Monate von September bis Dezember und die zweite die Monate von Februar bis Juni.

## Organe

### Präsidium

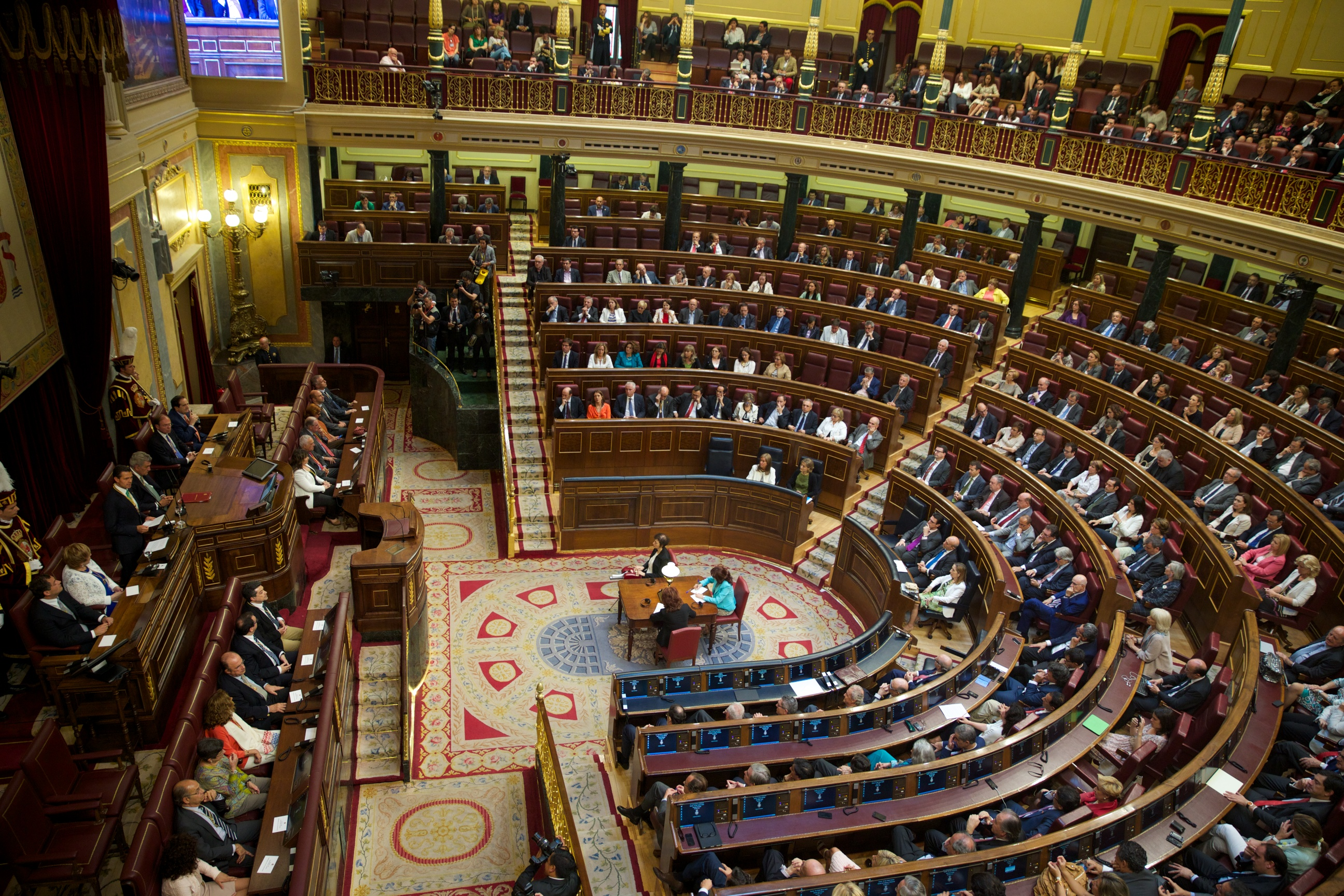
Plenarsaal

Das Präsidium des Abgeordnetenhauses (Mesa del Congreso de los Diputados) besteht aus dem Präsidenten, vier Vizepräsidenten und vier Schriftführeren (secretarios). Es wird in der konstituierenden Sitzung für die Dauer der Legislaturperiode in geheimer Wahl gewählt.
Zunächst erfolgt die Wahl des Präsidenten. Jeder Abgeordnete kann einen Namen auf den Stimmzettel schreiben. Im ersten Wahlgang ist gewählt, auf wen die absolute Mehrheit (also mindestens 176 Stimmen) entfallen ist. Wird diese Mehrheit im ersten Wahlgang nicht erreicht, kommt es zu einer Stichwahl zwischen den beiden Kandidaten, auf die im ersten Wahlgang die meisten Stimmen entfallen sind. Im zweiten Wahlgang ist gewählt, auf wen die meisten Stimmen entfallen sind (wenn es zu Enthaltungen kommt, muss also nicht die absolute Mehrheit erreicht werden).
Sodann erfolgt die Wahl der vier Vizepräsidenten. Auch hier kann jeder Abgeordnete für einen Kandidaten stimmen. Gewählt sind die vier Kandidaten, auf welche die meisten Stimmen entfallen sind. Nach ihrem Wahlergebnis werden sie als Erster, Zweiter, Dritter und Vierter Vizepräsident bezeichnet. Dasselbe Wahlverfahren gilt für die vier Schriftführer.
Der Präsident repräsentiert die Kammer und führt den Vorsitz im Plenum, wobei er von den Schriftführern unterstützt wird. Vertreten wird der Präsident von den Vizepräsidenten in der Reihenfolge ihrer Wahl.
In dem Fall, dass die Wahl eines Ministerpräsidenten durch das Abgeordnetenhaus nicht zustande kommt, wird das Dekret des Königs über die Auflösung beider Parlamentskammern und die Anberaumung von Neuwahlen vom Präsidenten des Abgeordnetenhauses gegengezeichnet.
Das Präsidium ist das Leitungsorgan der Kammer und trifft die für die Organisation der Arbeit des Abgeordnetenhauses und dessen innere Angelegenheiten notwendigen Maßnahmen. So setzt es z. B. den Sitzungskalender des Plenums und der Ausschüsse fest. Eine weitere wichtige Aufgabe des Präsidiums ist die Klassifizierung eingehender Vorlagen und damit auch die Festlegung des weiteren Behandlungsgangs gemäß den Bestimmungen der Geschäftsordnung.
Das Präsidium tagt in der Regel zu Beginn der Sitzungswoche.
Für die XV. Legislatur hat die Parlamentspräsidentin Francina Armengol die Benutzung der vielfältigen sprachlichen Modalitäten in Spanien für die Benutzung im Parlament zugelassen, namentlich genannt Baskisch, Galicisch und Katalanisch.
Die aktuelle Zusammensetzung des Präsidiums (XIV. Legislatur, seit Dezember 2019):
| Funktion               | Name                             | Partei         |
| ---------------------- | -------------------------------- | -------------- |
| Präsidentin            | Meritxell Batet Lamaña           | PSC            |
| Erster Vizepräsident   | Alfonso Rodríguez Gómez de Celis | PSOE           |
| Zweite Vizepräsidentin | Ana Pastor Julián                | PP             |
| Dritte Vizepräsidentin | María Gloria Elizo Serrano       | Unidas Podemos |
| Vierter Vizepräsident  | Ignacio Gil Lázaro               | VOX            |
| Erste Schriftführer    | Gerardo Pisarello Prados         | Unidas Podemos |
| Zweite Schriftführerin | Sofía Hernanz Costa              | PSOE           |
| Dritter Schriftführer  | Javier Sánchez Serna             | Unidas Podemos |
| Vierter Schriftführer  | Adolfo Suárez Illana             | P              |

### Junta de Portavoces
Die Junta de Portavoces (Sprecherausschuss) gehören die Sprecher (portavoces) der Fraktionen an. Den Vorsitz führt der Präsident des Abgeordnetenhauses, der allerdings kein Stimmrecht hat. An den Sitzungen der Junta sollen ferner mindestens ein Vizepräsident und ein Schriftführer teilnehmen, in der Regel ist das gesamte Präsidium anwesend. Die Regierung kann ebenfalls einen Vertreter entsenden. Abstimmungen der Fraktionssprecher erfolgen nach gewichtetem Stimmrecht.
Die Junta de Portavoces ist in erster Linie ein beratendes Organ und dient der Koordination zwischen Präsidium und Fraktionen und der Fraktionen untereinander. Entscheidungskompetenz hat die Junta aber über die Tagesordnung der Plenarsitzungen, da diese vom Präsidium im Einvernehmen mit der Junta de Portavoces festgesetzt wird. Zu den meisten Entscheidungen des Präsidenten bzw. des Präsidiums ist die Junta allerdings nur vorher zu hören (z. B. Festlegung der Stellenanteile der Fraktionen in den Ausschüssen oder der Redezeiten).
Die Junta de Portavoces tagt in der Regel zu Beginn der Sitzungswoche im Anschluss an die Sitzung des Präsidiums.

### Ausschüsse
Auch im spanischen Abgeordnetenhaus wird ein Großteil der parlamentarischen Arbeit in den Ausschüssen (comisiones) erledigt.
Hierbei besteht nach Art. 75 der Verfassung die Möglichkeit, dass das Plenum die Beratung und Verabschiedung von gewöhnlichen Gesetzen an einen Ausschuss delegiert. In diesem Falle beschäftigt sich das Plenum also zu keinem Zeitpunkt mit dem Gesetzentwurf und das Gesetz wird auch nur vom Ausschuss verabschiedet. Hierzu enthält Art. 148 der Geschäftsordnung des Abgeordnetenhauses die Regelung, dass diese Delegation der Gesetzgebungstätigkeit für alle Gesetzentwürfe gilt, für die dies verfassungsrechtlich möglich (ausgenommen hiervon sind z. B. Verfassungsänderungen, Organgesetze und die Ratifizierung völkerrechtlicher Verträge) ist. Allerdings kann eine Fraktion auch in diesen Fällen eine Befassung des Plenums erzwingen, indem ein sog. Totaländerungsantrag (enmienda a la totalidad) eingebracht wird. Dann hat das Plenum über diesen zu entscheiden. Wird er abgelehnt, fällt die weitere Beratung und die Beschlussfassung aber wieder an den Ausschuss. In der Praxis werden die meisten Gesetzentwürfe der Regierung, soweit sie nicht von besonderem Interesse in der Öffentlichkeit sind und deshalb eine Fraktion ihre Beratung im Plenum herbeiführt, auf diesem Wege behandelt.
Die Sitzungen der Ausschüsse sind zwar nicht öffentlich, allerdings sind akkreditierte Journalisten zur Berichterstattung zugelassen, solange nicht Geheimhaltung beschlossen wird.

### Diputación Permanente
Es existiert eine Diputación Permanente (in etwa: „ständiger Ausschuss“), der mindestens 21 Abgeordnete angehören. Für die XI. Legislatur (ab 2016) wurde die Zahl der Mitglieder vom Präsidium auf 60 festgesetzt.
Hierbei handelt es sich um eine Art „Notparlament“ für die Zeit zwischen den Sitzungsperioden und die Zeit zwischen dem Ende der Legislaturperiode und der Konstituierung des neu gewählten Parlaments. Für die Zeit zwischen den Sitzungsperioden ist die wichtigste Funktion der Diputación Permanente, dass sie die Ansetzung außerordentlicher Sitzungen des Plenums bzw. der Ausschüsse auch außerhalb der Sitzungsperiode beschließen kann.
Die Legislaturperiode des Abgeordnetenhauses endet mit ihrem Ablauf (vier Jahre nach der Wahl) bzw. im Falle der Auflösung mit der Veröffentlichung des Auflösungsdekrets. Sie verlängert sich also nicht bis zur Konstituierung des neu gewählten Parlaments, sodass in beiden Fällen eine „parlamentslose“ Zeit eintritt. In dieser Zeit kommt der Diputación Permanente die Aufgabe zu, „über die Befugnisse der Kammer zu wachen“ (Art. 78 der Verfassung). Außerdem ist sie in dieser Zeit dafür zuständig über von der Regierung erlassene gesetzesvertretende Verordnungen (decretos-leyes, die nach spanischem Verfassungsrecht in Eilfällen zulässig sind) zu beraten und diese zu bestätigen oder aufzuheben. Weiter nimmt sie in dieser Zeit die Befugnisse wahr, die dem Abgeordnetenhaus nach Art. 116 der Verfassung hinsichtlich der Ausrufung bzw. Verlängerung des Alarm-, Ausnahme- oder Belagerungszustands zukommen. Die Möglichkeit, außerordentliche Plenar- oder Ausschusssitzungen einzuberufen, besteht in dieser parlamentslosen Zeit aber nicht, da es das Plenum und die Ausschüsse nicht mehr gibt.

## Fraktionen
Die Mindestzahl zur Bildung einer Fraktion (grupo parlamentario) beträgt nach der Geschäftsordnung 15 Abgeordnete. Außerdem können Abgeordnete einer oder mehrerer politischen Gruppierungen auch schon mit nur fünf Abgeordneten eine Fraktion bilden, wenn auf diese in den Wahlkreisen, in denen sie zur Wahl angetreten sind, mindestens 15 % der Stimmen oder auf nationaler 5 % der Stimmen entfallen sind. Außerdem dürfen Abgeordnete derselben Partei nicht mehrere Fraktionen bilden, noch dürfen dies politische Gruppierungen, die sich bei der Wahl nicht „gegenübergestanden“ haben.
Diese Regelungen wurden vom Präsidium flexibel und in der Vergangenheit auch teilweise widersprüchlich gehandhabt. Außerdem enthält die Geschäftsordnung die Regelung, dass eine Fraktion nicht schon dann aufgelöst wird, wenn die Zahl ihrer Mitglieder (etwa durch Aus- oder Übertritte) unter die Mindestzahl fällt, sondern erst dann wenn diese Zahl unter die Hälfte der zu ihrer erstmaligen Konstituierung notwendigen Zahl fällt. So können also auch nur drei Abgeordnete theoretisch noch eine Fraktion bilden. Aufgrund dieser Regelung ist es in der Vergangenheit auch schon einige Male vorgekommen, dass eine Partei einer anderen zu Beginn der Legislaturperiode die zur Bildung einer eigenen Fraktion noch notwendigen Abgeordneten „ausgeliehen“ hat, die dann danach sofort wieder aus dieser Fraktion ausgetreten und zu ihrer eigentlichen Partei zurückgekehrt sind.
Außerdem kennt die Geschäftsordnung des Abgeordnetenhauses keine fraktionslosen Abgeordneten. Vielmehr werden Abgeordnete, die keiner anderen Fraktion angehören, automatisch in der Grupo Mixto („gemischte Fraktion“) zusammengefasst.

## Sitz

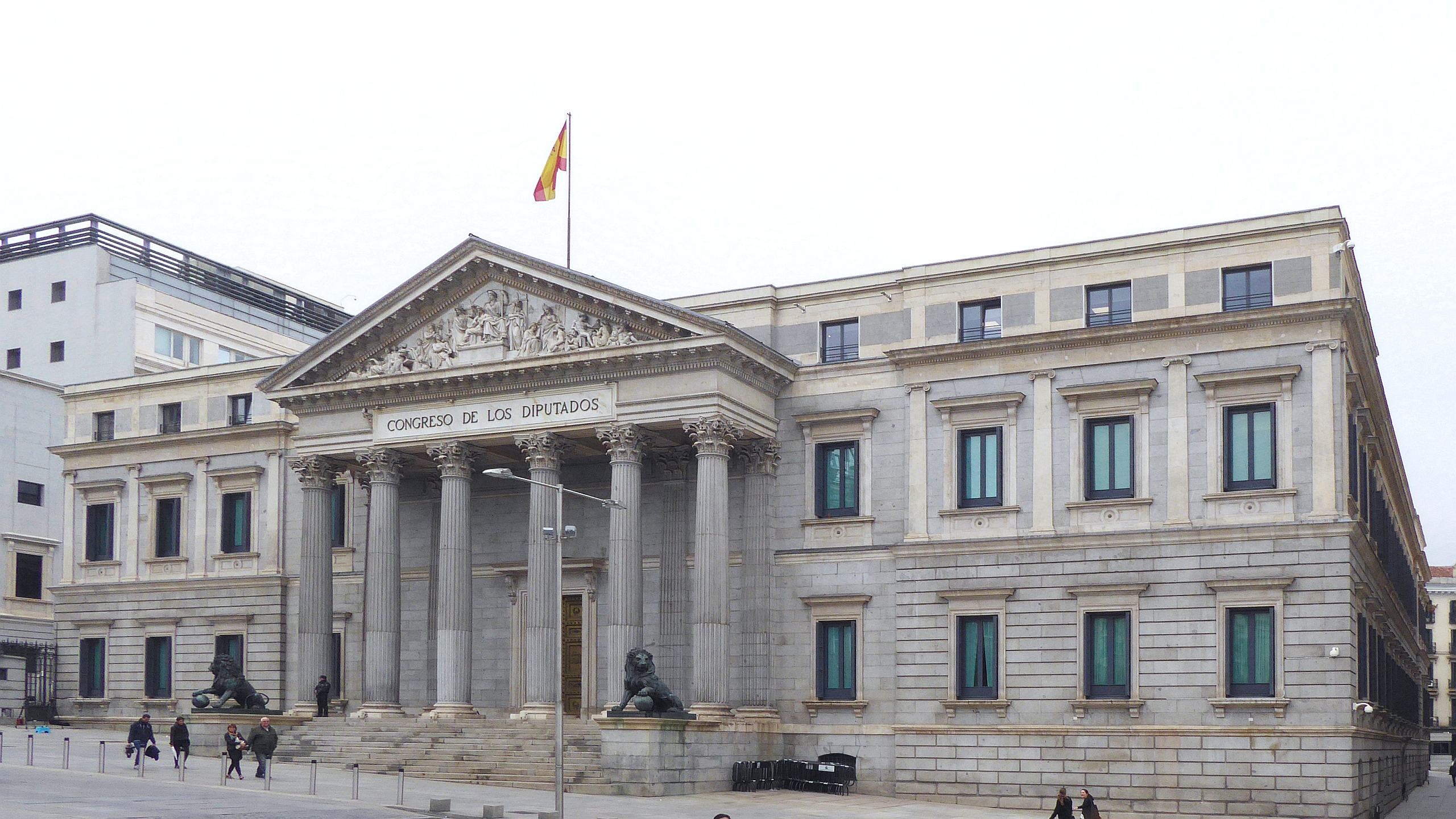
Congreso de los Diputados (erbaut 1850): Palacio de las Cortes. Sitz des spanischen Parlaments in Madrid (2016)

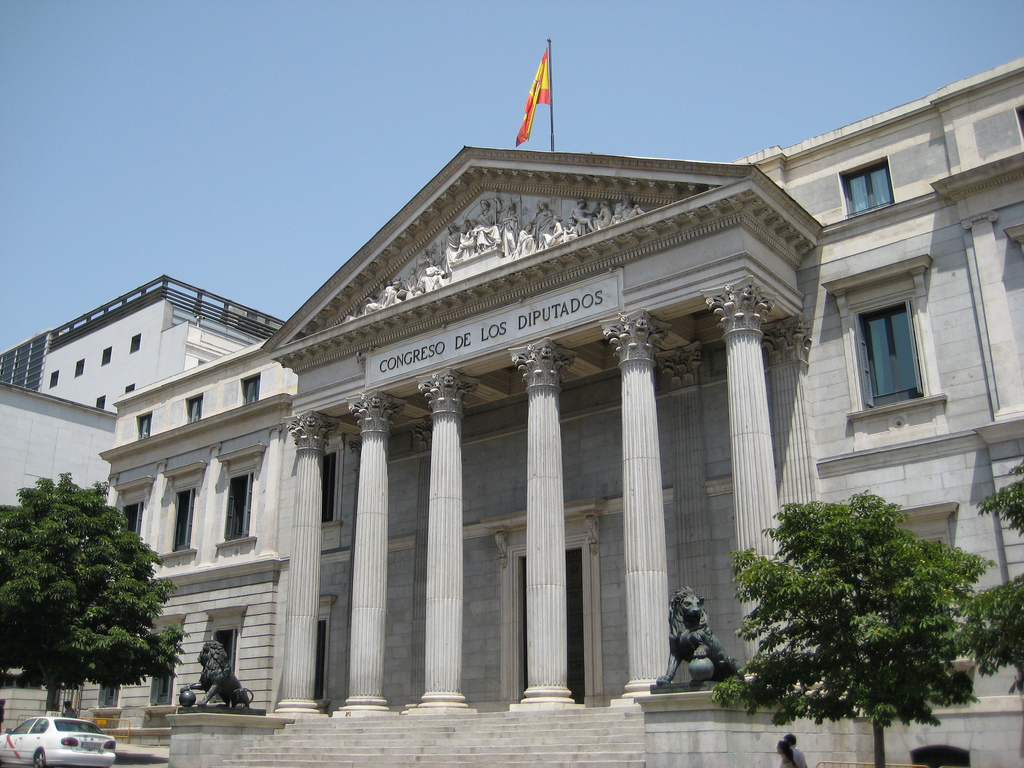
Hauptfassade des Palacio de las Cortes (2008)

Sitz des Abgeordnetenhauses ist der im Stadtzentrum von Madrid an der Straße Carrera de San Jerónimo, welche die Puerta del Sol mit der Plaza Cánovas del Castillo verbindet, gelegene Palacio de las Cortes. Der klassizistische Bau wurde von 1843 bis 1850 als Parlamentsgebäude errichtet.
Von der Carrera de San Jerónimo führt eine Freitreppe zu einem Portikus mit sechs korinthischen Säulen hinauf. An den Seiten wird die Treppe von zwei bronzenen Löwen-Skulpturen flankiert. Diese Löwen haben sich zu einem Symbol des Abgeordnetenhauses entwickelt, so zeigt sein Logo in stilisierter Form einen der Löwen mit dem Portikus im Hintergrund.
Die hinter dem Portikus gelegene große bronzene Tür wird nur zu feierlichen Anlässen und an den Tagen der offenen Tür des Abgeordnetenhauses geöffnet. Der eigentliche Haupteingang befindet sich an der Seite des Gebäudes.
Westlich des Palacio wurden 1980 bzw. 1994 zwei moderne Erweiterungsgebäude fertiggestellt, in denen sich die Verwaltung, Abgeordnetenbüros, Sitzungssäle für Ausschusssitzungen und Presseräume befinden. Außerdem werden noch drei Gebäude auf der anderen Straßenseite genutzt. Alle Gebäude des Abgeordnetenhauses zusammen haben eine Nutzfläche von ca. 80.000 m2.